# Grant n.º 372
Grant n.º 372 es un municipio rural canadiense situado en la provincia de Saskatchewan.

## Superficie
Grant n.º 372 tiene una superficie de 659,69 km².

## Demografía
En 2021, tenía 525 habitantes, una densidad poblacional de 0,8 hab./km², y 215 viviendas.